# Ruine Schilteck
Die Ruine Schilteck ist die Ruine einer Spornburg nördlich über der Stadt Schramberg im Landkreis Rottweil in Baden-Württemberg. 

## Geographische Lage
Die Ruine befindet sich auf 520 m ü. NN am Talausgang in Richtung Schiltach im Schwarzwald und war vermutlich Teil einer Verteidigungslinie zur Überwachung des Schiltachtales, da die Klingenburg in Schiltach-Lehengericht und die Burg Schiltach; ebenfalls von den Herren von Teck erbaut
wurden.

## Geschichte
Die Burg wurde ungefähr um das Jahr 1200 von den Herzögen von Teck erbaut. 1225 wird die Burg erstmals in einer Urkunde erwähnt. Besitzer ist Hug der Alte, Herr auf Schilteck.
Die Herren von Schilteck besaßen in Schramberg und der Umgebung zahlreiche Bauernhöfe als Lehensgüter und verkauften 1271/1381 reichlich Grundbesitz aus der Gegend Rottweil, Schwenningen und Tuttlingen, wo sie ebenfalls Besitztümer hatten.
Die Burg wechselt daraufhin mehrfach die Besitzer. Unter anderem waren ein Herter zu Dusslingen, von Wildenstein (im Eschachtal), Graf Rudolf von Hohenberg (Heuberg), die Herren von Ow und Neuneck im Tal der Glatt, sowie die Grafen von Württemberg Besitzer der Burg.
1496 fällt die Burg Schilteck an die Herrschaft Schramberg und Ludwig von Rechberg. Die Rechberger waren auch nicht lange im Besitz der Burg, sie musste in den folgenden Generationen bereits wieder verpfändet werden. Über die rezidivierenden Verpfändungen setzte langsam der Verfall der Burg ein. Als dann die Burg noch als Steinbruch genutzt wird, ist das Schicksal der Burg besiegelt.

## Baubeschreibung
Die Burg war ursprünglich eine einfache quadratische Wehranlage mit einem Bergfried, zwei Außenmauern und einem Zwinger. Ob jemals ein Palas bestand, ist unbekannt und wurde vermutlich nie weiter verfolgt.
Erhalten ist der Bergfried in Buckelquadern und die innere Verteidigungsmauer. Der Halsgraben von der Bergseite her ist noch gut zu erkennen.